# Laboratoire de physique de la matière condensée et nanostructures
Le Laboratoire de physique de la matière condensée et nanostructures (LPMCN) était une unité de recherche spécialisée dans les matériaux solides, nanomatériaux et la matière molle. Son siège était situé à Villeurbanne, dans le département du Rhône. Il fusionne avec le LASIM et le LPCML pour devenir l'Institut lumière matière (UMR 5306) le 1er janvier 2013.
Le laboratoire travaillait sous plusieurs tutelles : le CNRS (UMR 5586) et l'université Claude-Bernard-Lyon-I.
Au moment de sa fermeture le LPMCN comptait avec 123 collaborateurs qui travaillaient autour de quatre thèmes :
- Liquides et Interfaces ;
- Nanostructures fonctionnelles, nanomatériaux ;
- Nanosources et Nanotechnologies ;
- Théorie et Modélisation.

Le LPMCN a été créé en 1968 à l'université Claude-Bernard-Lyon-I d'abord sous le nom de « Laboratoire d'Emission Electronique » et associé au CNRS en 1972 sous le nom de« Département de Physique des Matériaux ». Ses thématiques de recherche ont évolué au cours du temps. D'abord une grande partie des recherches étaient centrées sur les études en émission de champ, les matériaux pour l'électronique ou la microscopie électronique. Il incorpore ensuite l'étude des agrégats et des nanoparticules à partir de 1980, puis la modélisation des systèmes physiques à partir de 1994 ou les études de liquides et interfaces, conditions extrêmes ou la biophysique à partir de 1998.

## Liste de Directeurs
- 1968-1983 : Robert Uzan
- 1984-1990 : Gérard Fontaine
- 1991-1998 : Jean-Antoine Serughetti
- 1999-2006 : Alain Perez
- 2007-2010 : Jean-Louis Barrat
- 2011-2012 : Alfonso San Miguel